# St. Pankratius (Halle)

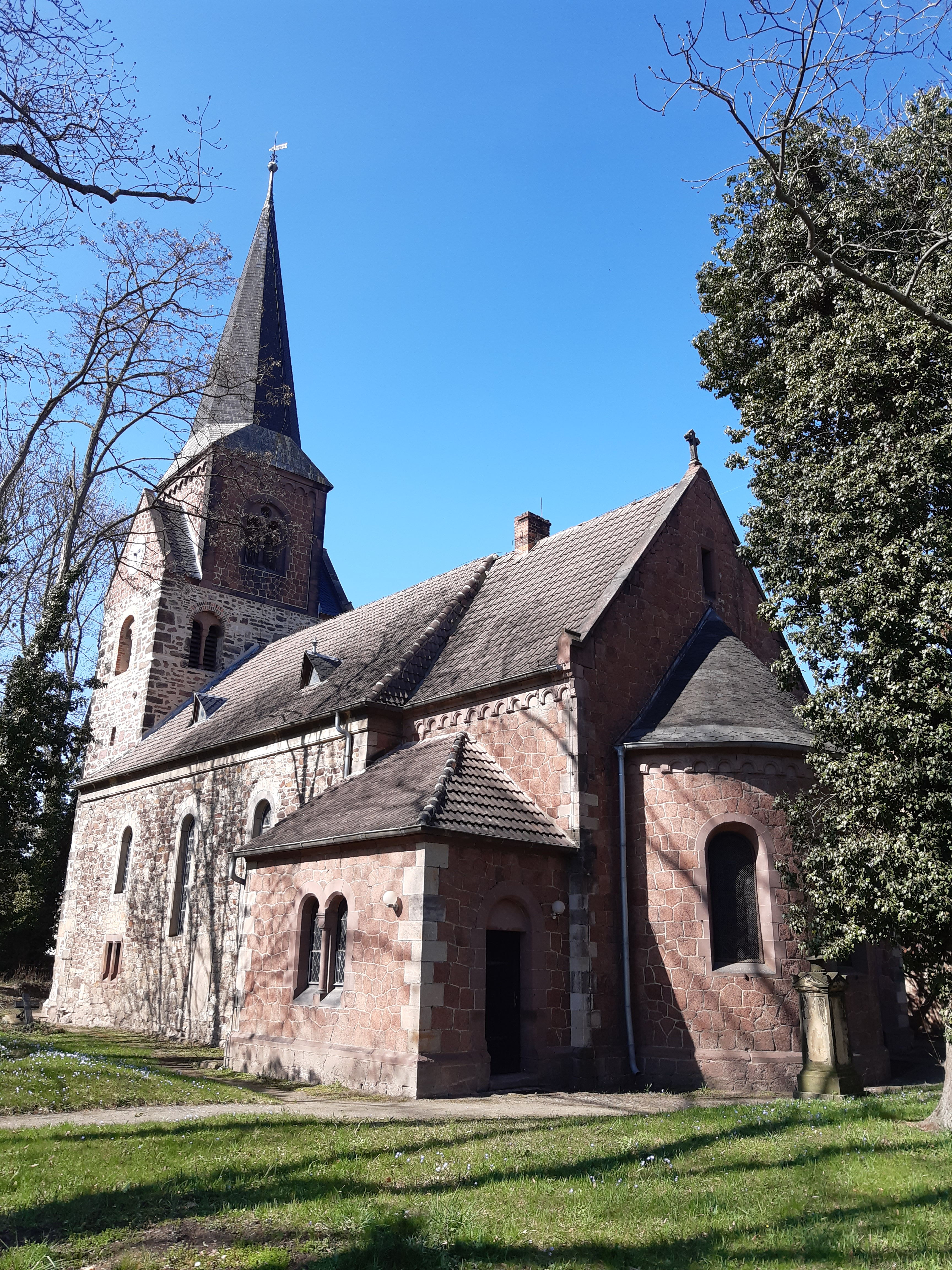
St. Pankratius Mötzlich

Die evangelische Kirche  St. Pankratius befindet sich in Mötzlich, heute einem Stadtteil im Stadtbezirk Nord von Halle (Saale). Im Denkmalverzeichnis der Stadt Halle ist die Kirche unter der Erfassungsnummer 094 04883 verzeichnet. Sie gehört zum Pfarrbereich Trotha-Seeben/Heiland/St. Pankratius im Kirchenkreis Halle-Saalkreis der Evangelischen Kirche in Mitteldeutschland.

## Geschichte
Die dem heiligen Pankratius, einem der Eisheiligen und der 14 Nothelfer, geweihte Kirche, wird bereits am 5. Juli 1121 in einer Urkunde erwähnt, in der Erzbischof Rüdiger von Magdeburg dem Kloster Neuwerk die Schenkungen seines Vorgängers bestätigt. Mötzlich und seine Kirche sollten bis 1520 im Besitz des Klosters bleiben. Der erste evangelische Pfarrer nach dem Übertritt der Gemeinde zum protestantischen Glauben war Michael Schaffer (Amtszeit 1558–1562).
In den Jahren 1712 und 1713 baute man die ursprünglich romanische Kirche unter der Leitung des königlich-preußischen geheimen Rats Christian Friedrich von Braun grundlegend um. Unter anderem erhielt die Kirche einen dreiseitigen Ostabschluss, hohe Rundbogenfenster und der Turm ein Walmdach.
Ein weiterer aufwendiger Umbau im neoromanischen Stil erfolgte in den Jahren 1896 bis 1897 unter Leitung des Gemeindekirchenrates und Architekten Karl Hernsdorf aus Halle. Neben dem Turm blieben allein die beiden Seitenwände der Kirche bestehen. Anstelle des dreiseitigen Chorabschlusses wurde ein Chorquadratraum mit halbrunder  Apsis angegliedert, das Kirchenschiff wurde verlängert. Das vervollständigte Geläut aus Bronzeglocken hat man in den 1920er Jahren durch drei Stahlglocken ersetzt. Ebenso wurde das Kircheninnere völlig neu gestaltet.

## Beschreibung

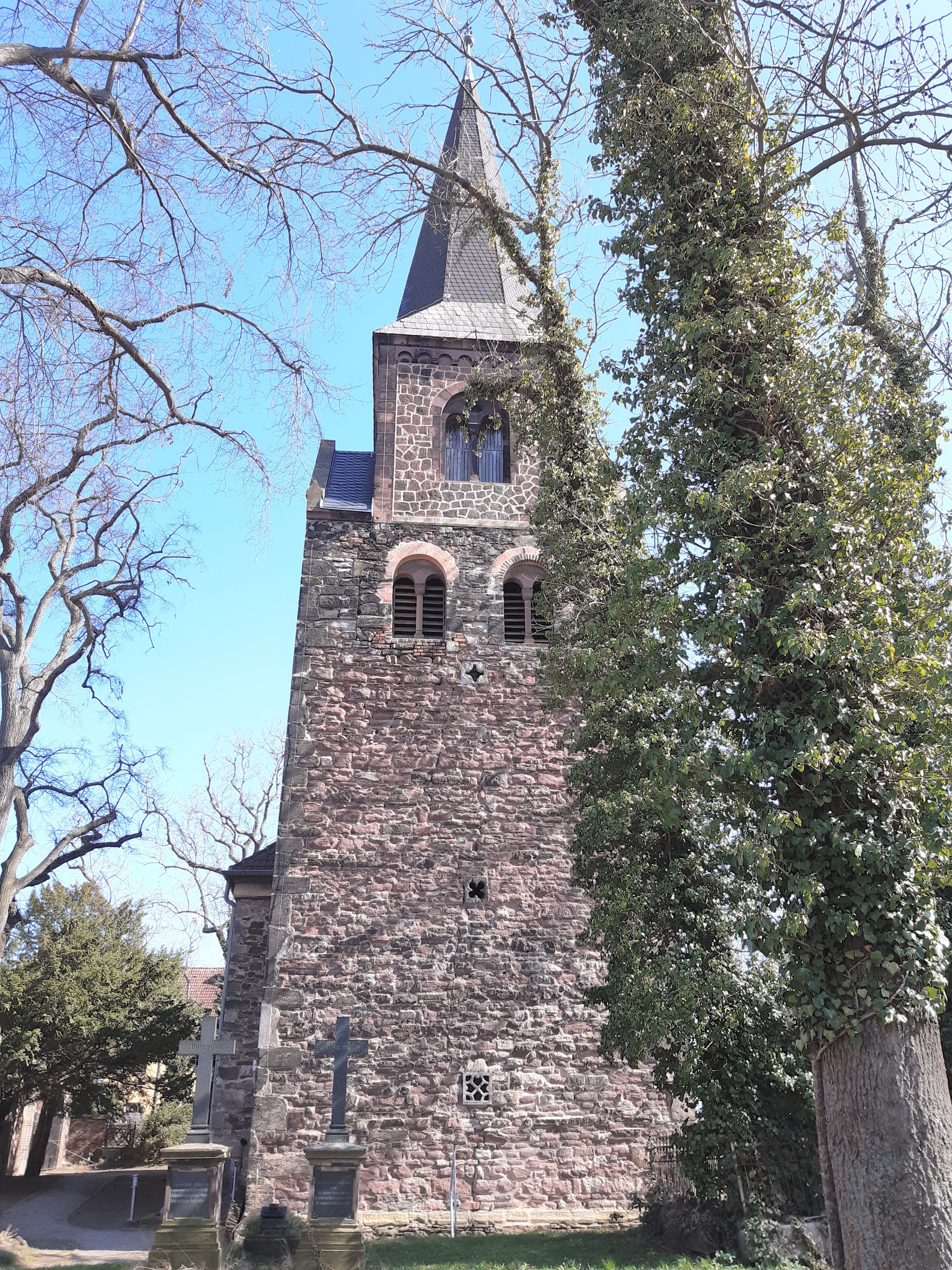
Westquerturm von Westen

Von der um das Jahr 1200 errichteten romanischen Bruchsteinkirche ist lediglich der untere Teil des Westquerturms mit seinen romanischen Plattenfenstern erhalten. Zwischen Turmraum und Kirchsaal findet man zwei, eine Doppelarkade tragende romanische Kantensäulen, sowie eine Mittelsäule, die mit Ecksäulchen und Blattkapitellen verziert ist.
Der quadratische Aufsatz des Turmes mit Zwillingsfenstern  und die hohe, weit sichtbare Turmspitze (gesamte Turmerhöhung 18 Meter) stammt aus dem Umbau im 19. Jahrhundert. In Anlehnung an spätromanische Kirchen ist der Turmaufsatz mit Lisenen und Bogenfriesen gegliedert.
Das Kircheninnere wird durch den dunklen Holzton der Balkendecke, der Orgelempore, des Gestühls und der Kanzel geprägt. Die Buntglasfenster der Apsis stammen aus der Glasmalereiwerkstatt Ferdinand Müller in Quedlinburg. Ebenfalls aus dem 19. Jahrhundert stammen der Altar, die Kron- und Wandleuchter, das Taufbecken aus Sandstein wie auch das Lesepult. Die florale Ausmalung der Umbauzeit ist ebenfalls noch erhalten.
St. Pankratius ist damit eine der wenigen halleschen Kirchen, in der sich eine Kirchenausstattung vom Ende des 19. Jahrhunderts vollständig erhalten hat.

## Orgel
Die Kirche verfügt über eine 1880 gebaute mechanische Orgel (14 Register, zwei Manuale) aus der Zörbiger Orgelwerkstatt Wilhelm Rühlmann. Sie ist das 33. Werk der Firma und die älteste erhaltene Rühlmann-Orgel der Stadt.